# Nami yo Kiite Kure
Nami yo Kiite Kure (波よ聞いてくれ?) es un manga escrito e ilustrado por Hiroaki Samura. Ha sido serializado en la revista mensual Afternoon de Kōdansha desde julio de 2014 y compilado en diez volúmenes tankōbon. Una adaptación a serie de anime producida por el estudio Sunrise fue estrenada en el bloque Animeism de MBS el 3 de abril de 2020.

## Sinopsis
Una noche, Minare Koda expone sus sentimientos por su reciente fracaso romántico a un trabajdor de la estación de radio local que conoce en un bar. Al día siguiente, ella escucha su discusión en directo en la radio. Minare llega enfadada a la estación de radio pidiendo explicaciones, pero el director de la emisora le convence para que haga un "talk show" para explicar su controverida historia. Poco a poco, Minare entrará de lleno en el mundo de las ondas.

## Personajes
Minare Koda (鼓田ミナレ Koda Minare?)
 Seiyū: Riho Sugiyama
Kanetsugu Matō (麻藤兼嗣 Matō Kanetsugu?)
 Seiyū: Shinshū Fuji
Mizuho Nanba (南波瑞穂 Nanba Mizuho?)
 Seiyū: Manaka Iwami
Katsumi Kureko (久連木克三 Kureko Katsumi?)
 Seiyū: Kazuhiro Yamaji
Madoka Chishiro (茅代まどか Chishiro Madoka?)
 Seiyū: Sayaka Ohara
Ryūsuke Kōmoto (甲本龍丞 Kōmoto Ryūsuke?)
 Seiyū: Kaito Ishikawa
Chūya Nakahara (中原忠也 Nakahara Chūya?)
 Seiyū: Masaaki Yano
Makie Tachibana (城華マキエ Tachibana Makie?)
 Seiyū: Mamiko Noto
Yoshiki Takarada (宝田嘉樹 Takarada Yoshiki?)
 Seiyū: Bin Shimada
Mitsuo Suga (須賀光雄 Suga Mitsuo?)
 Seiyū: Daisuke Namikawa
Shinji Oki (沖進次 Oki Shinji?)
 Seiyū: Kōki Uchiyama

## Medios

### Manga
Hiroaki Samura lanzó el manga en la edición de septiembre de la revista Afternoon publicada el 25 de julio de 2014. Kōdansha ha recopilado la serie en diez volúmenes tankōbon.

#### Lista de volúmenes
| N.º | Fecha de lanzamiento     | ISBN original          |
| --- | ------------------------ | ---------------------- |
| 01  | 22 de mayo de 2015       | ISBN 978-4-06-388058-8 |
| 02  | 23 de febrero de 2016    | ISBN 978-4-06-388125-7 |
| 03  | 22 de noviembre de 2016  | ISBN 978-4-06-388214-8 |
| 04  | 22 de septiembre de 2017 | ISBN 978-4-06-388288-9 |
| 05  | 23 de julio de 2018      | ISBN 978-4-06-511983-9 |
| 06  | 22 de marzo de 2019      | ISBN 978-4-06-514837-2 |
| 07  | 23 de diciembre de 2019  | ISBN 978-4-06-517924-6 |
| 08  | 23 de octubre de 2020    | ISBN 978-4-06-521107-6 |
| 09  | 21 de enero de 2022      | ISBN 978-4-06-526548-2 |
| 10  | 21 de abril de 2023      | ISBN 978-4-06-531373-2 |

### Anime
La adaptación al anime fue anunciada el 8 de octubre de 2019. La serie es animada por Sunrise y dirigida por Tatsuma Minamikawa, con guiones de Shōji Yonemura, diseño de personajes de Takumi Yokota y música Motoyoshi Iwasaki. Se estrenó el 3 de abril de 2020 en el bloque de programación Animeism de MBS, TBS y BS-TBS, así como en HBC. tacica interpreta el tema de apertura de la serie aranami, mientras que Harumi will está a cargo del tema de cierre Pride.